# Cupșa
Cupșa este nume de familie originar din Transilvania de Nord și Maramureșul istoric, grafiat în documentele medievale și ulterioare Kup-Sa, Kupsa, Kupșa. După toate probabilitățile este una dintre derivările diminutivale ale numelui biblic Iacob. O parte dintre purtătorii numelui Cupșa sunt descendenții unor familii de relevanță istorică în Maramureș, Transilvania și Moldova.

## Influențe fonetice de-a lungul istoriei
Precizări lingvistice:
- În graiurile din Transilvania și Moldova - zonele cu răspândirea istorică cea mai mare a numelui Cupșa și a derivatelor sale -, ce/ci se pronunță în general aproximativ șe/și/șî; de exemplu Cupcea se pronunță Cupșea, Cupcini se pronunță Cupșini etc.
- În limba maghiară - folosită în mare parte în izvoarele scrise - litera s corespunde sunetului ș, iar vocalele au altă valoare fonetică decât în limba română; de exemplu Kupsa se pronunță [Kupșa], cu un [a] tinzând spre [o].

## Evul Mediu timpuriu - Perioada cnezatelor româno-slave (Gelu)
Potrivit cronicarului ungur Anonymus, notarul regelui Béla al III-lea, în cronica Gesta Hungarorum, oastea voievodului Gelu a fost înfrântă de o oaste ungară condusă de Tuhutum. În timp ce încerca să se refugieze, Gelu a fost ucis în luptă pe malul unui afluent al Someșului, "Copus" [kopuș], în cronică "fluuium copus" (astăzi Căpuș), foarte probabil, după obiceiul vremii, denumit după familia pe a cărui domeniu se afla.

## Secolele XIII - XIV - Descălecarea în Moldova
În secolul al XIII-lea și secolul al XIV-lea familiile de nobili maramureșeni Cupșa (sau Cupcia) au făcut parte dintre cele care au descălecat odată cu Dragoș Vodă în Moldova, unde au înființat satul Cupca din ținutul Suceava și o mare moșie pe cursul superior al râului Ciuhur din ținutul Hotin; au întemeiat familia boierească Cupcini, celebră în Țara Moldovei. Cel mai influent reprezentant al ei a fost Ion Cupcini, logofăt și vornic în timpul domniei lui Alexandru cel Bun.
Cupcini, în acel timp, stăpânea satul Cupca din ținutul Suceava și moșia Vadul de piatră de pe Ciuhuru, în ținutul Hotin. Proprietățile i-au fost confirmate printr-un document emis de voievod la 15 iunie 1431. Pe această moșie au apărut satele Cupcini, Brătușeni și Chetroșica Veche. Astăzi, Cupcini este un oraș în raionul Edineț, Republica Moldova.
Bogdan din Cuhea, voievod al Maramureșului din 1342, a intrat în conflict cu regele Ungariei și după 17 ani de rezistență a hotărât să treacă munții în anul în care a murit voievodul Sas. Bogdan a devenit primul voievod al Moldovei de sine stătătoare. Balc, urmașul lui Sas, nepotul lui Dragoș Vodă, trece munții în Ardeal și cere sprijinul regelui ungar Ludovic I. Armata regală a fost înfrântă de oștile lui Bogdan. Balc va primi însă, drept recompensă pentru loialitatea lui, domeniile lui Bogdan și, în 1365, de asemenea voievodatul Maramureșului, aflat în acest răstimp în stăpînirea nepoților lui Bogdan, Ștefan și apoi Ioan.

## Secolele XV - XVI - Migrațiile cnezilor maramureșeni din perioada comitatului
Însă nu toți cnezii nu au putut accepta ușor noua stare de lucruri, deoarece titlurile nobiliare îi făcea supuși ai regelui, și îi priva tocmai de avantajul de care se bucurau pînă atunci: libertatea și autonomia locală. Familiile de cnezi care nu au acceptat vasalitatea lui au migrat în sud, în Năsăud, Țara Lăpușului și Țara Chioarului. O parte din satele din Țara Lăpușului de azi au fost ridicate de maramureșenii refugiați.
Familia de cnezi maramureșeni Cupșa (Kupsa, Cupcea), formată din 3 frați, alături de alte familii de nobili a migrat în Țara Lăpușului. Cei trei frați au întemeiat domeniile care în 1550 vor deveni satul Cupșeni din județul Maramureș, numit inițial Kupsafalva ("satul (lui) Cupșa"), apoi Kupsan (1733) Kopseni (1750) Cupșeni (1854). Numai unul dintre frații Cupșa a rămas să stăpânească această localitate, ceilalți doi strămutându-se în Măgoaja și Nicula.
Datele din documentele cercetate arată că satul Măgoaja a fost întemeiat în anul de grație 1588. Teritoriul actual al satului, fiind aproximativ nouăzeci la sută acoperit cu păduri seculare, constituia o bogăție imensă pentru principat și un loc ideal pentru vânătoare.
Principele Sigismund Báthory acordă demnitatea de ,,voivodul localității” întemeietorului acesteia, nobilul Ioan Bota Cupșa, fratele mijlociu venit din Cupșeni, care a găsit aici terenuri întinse, cu dealuri împădurite și nelocuite, pe care el le-a întreținut și populat pe cheltuiala sa.
Tot în secolul al XIV-lea, în timpul domniei lui Balc, o altă ramură a familiei s-a strămutat în Polonia, unde s-a remarcat prin fapte de vitejie și a primit moșii și titluri nobiliare, dar și dreptul de a stăpâni domeniile dăruite după datinile străvechi românești. Ei au inființat domeniul Kup din sud-vestul Poloniei, devenind husari înaripați în armatele dinastiei Jagellonilor și aparând creștinătatea de Imperiul Otoman, în asediul Vienei din 1529.

## Secolul XVII - Pintea Viteazul și reconfirmarea titlurilor nobiliare ale familiei
În anul 1607, principele Sigismund Rákóczy recunoaște originea nobilă a familiilor Cupșa Bota și Costan Bota; le acordă din nou titlu nobiliar lor și caselor lor și îi scutește de plata tuturor îndatoririlor publice. Pe actul de nobilitate era imprimat ca blazon o stemă pe cerul azuriu și un pușcaș în goană.
Între actele administrative păstrate în biografia comitatului Solnoc se specifică că la 30 martie 1644, Cupșa Bota a primit împrumut trei iobagi de la Gheorghe Toldalagi pe aceștia András Alvinci (Andraș Alvinți) i-a primit ca zălog. Iar la 16 mai 1689, la Făgăraș, principele Mihai Apafi pe frații Grigore Marcu și Ioan Marcu, pe fiii acestuia Grigore Pop, Tivadar (Teodor) Pintea și Ilie îi numește boieri și în același an primesc titlul oficial, în prezența nobililor: Cupșa Lupul, Gheorghe Bota, Tur Chira, Achim Bota, Marc Bota, precum și în prezența pușcașilor principelui: Mihai Șleam, Albastru Chira și Tivadar Marcu.
Din famila celui de-al doilea frate, stabilit în Măgoaja, a făcut parte și Grigore Pintea, zis Pintea Viteazul, fiul lui Cupșa Pintea și al Mălinei, născut în 1670 în acest sat. 1666 este anul când se reconfirmă cu titluri nobiliare Gheorghe Cupșa și Teodor Bota, foarte probabil tatăl, respectiv unchiul lui Pintea Viteazul. Localnicii consideră numele Pintea drept poreclă, care subliniază o anumită trăsătură de caracter - măreție. Porecla Pintea este consemnată pentru unii membri ai familiilor Cupșa și Bota din Măgoaja. Grigore Pintea a făcut parte, cu rang de căpitan, din armata lui Francisc Rákóczi al II-lea (v. articolul Pintea Viteazul).
În lucrarea Familii nobile din Transilvania, se poate citi "Diplomă de înnobilare și blazon primite de la principele Mihai Apafi, la 6 Mai 1689, de către Grigore Pintea". Originalul se găsește la R. A. Budapesta. Bravura în războaie a fost răsplătită de principii Transilvaniei cu numeroase donații făcute satului Măgoaja, încă înaintea nașterii lui Pintea, dar și după aceea. În jurul anului 1702, frații Ioan Cupșa și Mihai Cupșa, care aveau venituri din exploatarea sării, de la Ocnele Dejului, au fost împroprietăriți și cu latifundii.

## Secolele XVIII - XX - Nobilul Ioan Cupșa și Icoana Maicii Domnului cu Pruncul. Nemeșii și păstrătorii limbii române
Diploma din anul 1734, dată de Conventus Beatae Mariae Virginis de Colos Monostra și care face referire și la diploma din 1689, atestă că înaintașii lui Pintea au fost înnobilați încă din anii 1607 și au fost reconfirmați în anul 1650 și ulterior. Hango citează încă un document "original datat în anul 1762, care arată că haiducul Pintea Viteazul aparține familiei Cupșa din satul Măgoaja”.
Cel de-al treilea frate, care a luat drumul Niculei, a fost strămoșul nobilului Ioan Cupșa, care - ctitorind Mănăstirea Nicula - a dăruit călugărilor celebra icoană a Maicii Domnului cu Pruncul, pictată în 1681 de preotul Luca din Iclod. Timp de patru secole numărul locuitorilor a crescut, mulți dintre ei devenind "nemeși" (mici nobili), pentru vitejia arătată în războaiele purtate de principii Ardealului. Astfel, recensământul din anul 1866 a consemnat la Nicula "160 de fumuri" (case), din care 142 aparțineau unor nobili români: Pop, Tămaș, Cupșa, Chifor, Pașca, Prodan, Mircea, Roman, Raț, Fechete, Belindean, Vaida, Ancean, Mureșan etc. Nicula a făcut parte până în 1919 din comitatul Solnocului Interior (Solnoc-Dăbâca), iar apoi din județul Someș.
Icoana de la Nicula este prețuită și în lumea romano-catolică. Potrivit unui proces verbal redactat de militari austrieci, icoana a lăcrimat continuu, între 15 februarie si 12 martie 1699. Până să ajungă la Nicula, icoana a poposit și în castelul guvernatorului Transilvaniei, Sigismund Kornis, în Benediugu Dejului. În anul 1767 papa Clement al XIII-lea a acordat "indulgență plenară" tututor pelerinilor ce călătoreau la Mănăstirea Nicula, spre a se închina icoanei, în zilele de 15 august și 8 septembrie. În anul 1928 papa Pius al XI-lea numește locașul drept "sanctuar marian", adică închinat Maicii Domnului.
Ștefan Ludwig Roth afirma că adevărata limbă oficială a Transilvaniei istorice a fost de-a lungul secolelor limba română, numeroase descrieri de români dați în urmărire de ocupația maghiară din Transilvania atestă că ei s-au încăpățânat să vorbească numai limba lor maternă - limba română, familia Cupșa fiind una din familiile menționate. Într-o listă lungă de români urmăriți de autorități se menționează că Nichita Cupșa, din Cupșeni, comitatul Solnocul Interior, în 1836 "vorbea numai românește" (beszel csak oláhúl).

## Răspândirea internațională
În sudul Poloniei există și astăzi descendenții strămutaților din secolul al XIV-lea (Kupśa, Kups, Kupsch, Kupsek, Kupsiak, Kupsik, Kupski, Kupsta, Kupstas, Kupsto, Kupsz, Kupszak, Kupszta, Kupś, Kupść) precum și o localitate cu numele de Kup în comuna Gmina Dobrzeń Wielki.
Sub diferite forme numele este întâlnit astăzi în Austria, Cehia și Ungaria (mai ales sub forma Kupsa) și posibil în Germania (unse există și o localitate cu numele Küps, în landul Bavaria) unii dintre purtătorii numelui Kupsch, precum și în SUA, în urma emigrării multor ardeleni înaintea Primului Război Mondial și în perioada interbelică. Numele s-a răspândit mai ales în statele New York, California și Illinois scris sub forma Cupsa, New York și New Jersey sub forma Cupsaw sau Cupsha, iar în New York, North Dakota și Ohio sub forma Kupsa.

## Personalități/Persoane publice contemporane
- Andrei Cupșa - medaliat cu argint la Jocurilor Mondiale de Iarnă Special Olympics - 2013 - slalom uriaș (n.1996 Baia Mare),
- Augustin Cupșa  - scriitor, medic, dr. în medicină (n. 1980, Craiova)
- Ioan Cupșa - comisar-șef de poliție, Comandantul Inspectoratului de Poliție al Județului Maramureș
- Ioan Cupșa -consilier municipalîn Oradea (n. 1966, Turda),
- Ion Cupșa - general dr., istoric și scriitor (n. 1912, Dej – d. 1984),
- Laura Cupșa - sportivă, multiplă campioană națională, europeană și mondială la Fitness junioare (n. 1990, Baia Mare)
- Liviu Mircea Cupșa - fotbalist în divizia națională  (n. 1939, Baia Mare – d. 2009)
- Mircea Cupșa - jurnalist, senator român, subprefect de Bistrița-Năsăud (n. 1946, Beclean pe Someș)
- Mike Cupsa - om de afaceri, milionar, președinte al Pro-Tek Electric, Anaheim, CA (USA).
- Victor Cupșa -pictor -(n. 1932 Dej),
- Friedemann Kupsa - violoncelist austriac (n. 1943 in St. Pölten, Austria)
- Vasile Cupșa -pictor,pictura bisericeasca -(n. 1956 Gardani,judetul Maramures),